# Karlo Hmeljak
Karlo Hmeljak (Koper, Yugoslavia, 8 de marzo de 1983) es un deportista esloveno que compitió en vela en la clase Soling. Ganó una medalla de oro en el Campeonato Mundial de Soling de 2008.

## Palmarés internacional
| Campeonato Mundial | Campeonato Mundial | Campeonato Mundial | Campeonato Mundial |
| Año                | Lugar              | Medalla            | Clase              |
| ------------------ | ------------------ | ------------------ | ------------------ |
| 2008               | Scarlino (Italia)  | Medalla de oro     | Soling             |